# Algemeen Beskaafd Nederlandz
Algemeen Beskaafd Nederlandz is een Nederlandstalige single van de Belgische band ABN in samenwerking met de Nederlandse rapper Def P uit 1998.
Het tweede nummer op de single heette Soundcheck. Beide nummers verschenen op het album Abnormaal.
De single stond een tijdlang in De Afrekening op Studio Brussel.

## Meewerkende artiesten
- Muzikanten:
  - Pita (rap & programmatie)
  - Filip Ryelandt (Schratches)
  - Quinte Ridz (rap)
  - Def P (rap)